# Ibrahim Bayesh
Ibrahim Bayesh Kamil Al-Kaabawi (in arabo إبراهيم بايش‎?; 1º maggio 2000) è un calciatore iracheno, centrocampista dell'Al-Riyadh e della nazionale irachena.

## Carriera

### Club
Ha vinto un campionato Prima lega irachena nel 2017-2018 e la Supercoppa dell'Iraq nel 2017 con Al-Zawraa. La stagione successiva passa al Al-Quwa Al-Jawiya con cui vince la Coppa dell'AFC 2018 segnando un gol nella finale contro la squadra turkmena dell'Altyn Asyr.

### Nazionale
Ha esordito nella nazionale di calcio dell'Iraq nel 2017, segnando il primo gol nel 2019 contro lo Yemen nella WAFF Championship.

## Statistiche

### Cronologia presenze e reti in nazionale
| Cronologia completa delle presenze e delle reti in nazionale ― Iraq | Cronologia completa delle presenze e delle reti in nazionale ― Iraq | Cronologia completa delle presenze e delle reti in nazionale ― Iraq | Cronologia completa delle presenze e delle reti in nazionale ― Iraq | Cronologia completa delle presenze e delle reti in nazionale ― Iraq | Cronologia completa delle presenze e delle reti in nazionale ― Iraq | Cronologia completa delle presenze e delle reti in nazionale ― Iraq | Cronologia completa delle presenze e delle reti in nazionale ― Iraq |
| Data                                                                | Città                                                               | In casa                                                             | Risultato                                                           | Ospiti                                                              | Competizione                                                        | Reti                                                                | Note                                                                |
| ------------------------------------------------------------------- | ------------------------------------------------------------------- | ------------------------------------------------------------------- | ------------------------------------------------------------------- | ------------------------------------------------------------------- | ------------------------------------------------------------------- | ------------------------------------------------------------------- | ------------------------------------------------------------------- |
| 8-05-2018                                                           | Bassora                                                             | Iraq                                                                | 0 – 0                                                               | Palestina                                                           | Amichevole                                                          | -                                                                   | 64’                                                                 |
| 30-07-2019                                                          | Karbala                                                             | Iraq                                                                | 1 – 0                                                               | Libano                                                              | WAFF Championship 2019                                              | -                                                                   |                                                                     |
| 02-08-2019                                                          | Karbala                                                             | Iraq                                                                | 2 – 1                                                               | Palestina                                                           | WAFF Championship 2019                                              | -                                                                   |                                                                     |
| 08-08-2019                                                          | Karbala                                                             | Iraq                                                                | 0 – 0                                                               | Siria                                                               | WAFF Championship 2019                                              | -                                                                   |                                                                     |
| 11-08-2019                                                          | Karbala                                                             | Iraq                                                                | 2 – 1                                                               | Yemen                                                               | WAFF Championship 2019                                              | 1                                                                   |                                                                     |
| 14-08-2019                                                          | Karbala                                                             | Iraq                                                                | 0 – 1                                                               | Bahrein                                                             | WAFF Championship 2019                                              | -                                                                   | 90+7’                                                               |
| 10-10-2019                                                          | Bassora                                                             | Iraq                                                                | 2 – 0                                                               | Hong Kong                                                           | Qual. Mondiali 2022                                                 | -                                                                   |                                                                     |
| 15-10-2019                                                          | Phnom Penh                                                          | Cambogia                                                            | 0 – 4                                                               | Iraq                                                                | Qual. Mondiali 2022                                                 | 1                                                                   |                                                                     |
| 19-11-2019                                                          | Amman                                                               | Iraq                                                                | 0 – 0                                                               | Bahrein                                                             | Qual. Mondiali 2022                                                 | -                                                                   | 46’                                                                 |
| 26-11-2019                                                          | Doha                                                                | Qatar                                                               | 1 – 2                                                               | Iraq                                                                | Coppa delle nazioni del Golfo 2019                                  | -                                                                   |                                                                     |
| 29-11-2019                                                          | Doha                                                                | Emirati Arabi Uniti                                                 | 0 – 2                                                               | Iraq                                                                | Coppa delle nazioni del Golfo 2019                                  | -                                                                   |                                                                     |
| 02-12-2019                                                          | Doha                                                                | Yemen                                                               | 0 – 0                                                               | Iraq                                                                | Coppa delle nazioni del Golfo 2019                                  | -                                                                   | 51’                                                                 |
| 05-12-2019                                                          | Doha                                                                | Iraq                                                                | 2 – 2                                                               | Bahrein                                                             | Coppa delle nazioni del Golfo 2019                                  | 1                                                                   |                                                                     |
| 12-11-2020                                                          | Dubai                                                               | Iraq                                                                | 0 – 0                                                               | Giordania                                                           | Amichevole                                                          | -                                                                   |                                                                     |
| 17-11-2020                                                          | Dubai                                                               | Iraq                                                                | 2 – 1                                                               | Uzbekistan                                                          | Amichevole                                                          | -                                                                   |                                                                     |
| 15-6-2021                                                           | Madinat 'Isa                                                        | Iran                                                                | 1 – 0                                                               | Iraq                                                                | Qual. Mondiali 2022                                                 | -                                                                   | 67’                                                                 |
| 2-9-2021                                                            | Seul                                                                | Corea del Sud                                                       | 0 – 0                                                               | Iraq                                                                | Qual. Mondiali 2022                                                 | -                                                                   |                                                                     |
| 7-10-2021                                                           | Doha                                                                | Iraq                                                                | 0 – 0                                                               | Libano                                                              | Qual. Mondiali 2022                                                 | -                                                                   |                                                                     |
| 12-10-2021                                                          | Dubai                                                               | Emirati Arabi Uniti                                                 | 2 – 2                                                               | Iraq                                                                | Qual. Mondiali 2022                                                 | -                                                                   |                                                                     |
| 11-11-2021                                                          | Doha                                                                | Iraq                                                                | 1 – 1                                                               | Siria                                                               | Qual. Mondiali 2022                                                 | -                                                                   | 46’                                                                 |
| 16-11-2021                                                          | Doha                                                                | Iraq                                                                | 0 – 3                                                               | Corea del Sud                                                       | Qual. Mondiali 2022                                                 | -                                                                   |                                                                     |
| 18-3-2022                                                           | Baghdad                                                             | Iraq                                                                | 3 – 1                                                               | Zambia                                                              | Amichevole                                                          | -                                                                   | 78’                                                                 |
| 24-3-2022                                                           | Riyadh                                                              | Iraq                                                                | 1 – 0                                                               | Emirati Arabi Uniti                                                 | Qual. Mondiali 2022                                                 | -                                                                   |                                                                     |
| 29-3-2022                                                           | Dubai                                                               | Siria                                                               | 1 – 1                                                               | Iraq                                                                | Qual. Mondiali 2022                                                 | -                                                                   | 66’                                                                 |
| 23-9-2022                                                           | Ammann                                                              | Iraq                                                                | 1 – 1                                                               | Oman                                                                | Jordan International Tournament 2022                                | -                                                                   | 59’                                                                 |
| 26-9-2022                                                           | Ammann                                                              | Iraq                                                                | 1 – 0                                                               | Siria                                                               | Jordan International Tournament 2022                                | -                                                                   | 34’                                                                 |
| 9-11-2022                                                           | Girona                                                              | Messico                                                             | 4 – 0                                                               | Iraq                                                                | Amichevole                                                          | -                                                                   |                                                                     |
| 12-11-2022                                                          | Madrid                                                              | Ecuador                                                             | 0 – 0                                                               | Iraq                                                                | Amichevole                                                          | -                                                                   | 65’                                                                 |
| 6-1-2023                                                            | Bassora                                                             | Iraq                                                                | 0 – 0                                                               | Oman                                                                | Coppa delle nazioni del Golfo 2023                                  | -                                                                   | 38’                                                                 |
| 9-1-2023                                                            | Bassora                                                             | Arabia Saudita                                                      | 0 – 2                                                               | Iraq                                                                | Coppa delle nazioni del Golfo 2023                                  | 1                                                                   |                                                                     |
| 6-1-2023                                                            | Bassora                                                             | Iraq                                                                | 0 – 0                                                               | Oman                                                                | Coppa delle nazioni del Golfo 2023                                  | -                                                                   | 79’                                                                 |
| 16-1-2023                                                           | Bassora                                                             | Iraq                                                                | 2 – 1                                                               | Qatar                                                               | Coppa delle nazioni del Golfo 2023 - Semifinale                     | 1                                                                   |                                                                     |
| 19-1-2023                                                           | Bassora                                                             | Iraq                                                                | 3 – 2                                                               | Oman                                                                | Coppa delle nazioni del Golfo 2023 - Finale                         | 1                                                                   |                                                                     |
| Totale                                                              |                                                                     | Presenze                                                            | 33                                                                  |                                                                     | Reti                                                                | 6                                                                   |                                                                     |

| Cronologia completa delle presenze e delle reti in nazionale ― Iraq olimpica | Cronologia completa delle presenze e delle reti in nazionale ― Iraq olimpica | Cronologia completa delle presenze e delle reti in nazionale ― Iraq olimpica | Cronologia completa delle presenze e delle reti in nazionale ― Iraq olimpica | Cronologia completa delle presenze e delle reti in nazionale ― Iraq olimpica | Cronologia completa delle presenze e delle reti in nazionale ― Iraq olimpica | Cronologia completa delle presenze e delle reti in nazionale ― Iraq olimpica | Cronologia completa delle presenze e delle reti in nazionale ― Iraq olimpica |
| Data                                                                         | Città                                                                        | In casa                                                                      | Risultato                                                                    | Ospiti                                                                       | Competizione                                                                 | Reti                                                                         | Note                                                                         |
| ---------------------------------------------------------------------------- | ---------------------------------------------------------------------------- | ---------------------------------------------------------------------------- | ---------------------------------------------------------------------------- | ---------------------------------------------------------------------------- | ---------------------------------------------------------------------------- | ---------------------------------------------------------------------------- | ---------------------------------------------------------------------------- |
| 24-7-2024                                                                    | Décines-Charpieu                                                             | Iraq                                                                         | 2 – 1                                                                        | Ucraina                                                                      | Olimpiadi 2024 - 1º turno                                                    | -                                                                            |                                                                              |
| 27-7-2024                                                                    | Décines-Charpieu                                                             | Argentina                                                                    | 3 – 1                                                                        | Iraq                                                                         | Olimpiadi 2024 - 1º turno                                                    | -                                                                            | 76’                                                                          |
| 30-7-2024                                                                    | Nizza                                                                        | Marocco                                                                      | 3 – 0                                                                        | Iraq                                                                         | Olimpiadi 2024 - 1º turno                                                    | -                                                                            |                                                                              |
| Totale                                                                       |                                                                              | Presenze                                                                     | 3                                                                            |                                                                              | Reti                                                                         | 0                                                                            |                                                                              |

## Palmarès

### Club

#### Competizioni nazionali
- Prima lega irachena: 1

Al-Zawraa: 2017-2018
- Supercoppa d'Iraq: 1

Al-Zawraa: 2017

#### Competizioni internazionali
- Coppa dell'AFC: 1

Al-Quwa Al-Jawiya: 2018